# Дрозды (Днепропетровская область)
Дрозды (укр. Дрозди, до 2016 года — Кировка, укр. Кіровка) — село,
Катериновский сельский совет,
Покровский район,
Днепропетровская область,
Украина.
Код КОАТУУ — 1224286103. Население по переписи 2001 года составляло 94 человека .

## Географическое положение
Село Дрозды находится в 2,5 км от левого берега реки Волчья,
на расстоянии в 0,5 км от села Заречное.
Местность вокруг села заболочена.

## История
- 1820 — дата основания.
- В 1945 г. хутор Луначарский переименован в Кировку[3].